# Vakanzkalender
Vakanzkalender, ein aus den Worten Vakanz (lat. vacans – leer, unbesetzt) und Kalender zusammengesetzter Neologismus bezeichnet die übersichtliche Darstellung von Belegtzeiten bzw. Freizeiten von Hotelzimmern, Ferienwohnungen oder Ähnlichem in Kalenderform.
Alternativ wird diese Form der Darstellung auch als Belegungsplan oder Belegungskalender bezeichnet.